# Thal (district)
Thal is een district in het kanton Solothurn. Het district heeft een oppervlakte van 139,33 km² en heeft 14.366 inwoners (eind 2006). De hoofdplaats is Balsthal.
Het district omvat de volgende gemeenten:
| Wapenschild        | Gemeentenaam       | Inwoners (dec 2006) | Oppervlakte (km2) | Gemeente nummer |
| ------------------ | ------------------ | ------------------- | ----------------- | --------------- |
| Aedermannsdorf     | Aedermannsdorf     | 543                 | 12,88             | 2421            |
| Balsthal           | Balsthal           | 5775                | 15,69             | 2422            |
| Gänsbrunnen        | Gänsbrunnen        | 103                 | 11,36             | 2423            |
| Herbetswil         | Herbetswil         | 572                 | 16,35             | 2424            |
| Holderbank SO      | Holderbank         | 676                 | 7,79              | 2425            |
| Laupersdorf        | Laupersdorf        | 1685                | 15,52             | 2426            |
| Matzendorf         | Matzendorf         | 1311                | 11,29             | 2427            |
| Mümliswil-Ramiswil | Mümliswil-Ramiswil | 2548                | 35,48             | 2428            |
| Welschenrohr       | Welschenrohr       | 1153                | 12,97             | 2429            |
|                    | Totaal (9)         | 14.366              | 139,33            | 1102            |

Bucheggberg · Dorneck · Gäu · Gösgen · Lebern · Olten · Solothurn · Thal · Thierstein · Wasseramt